# حزب وفاق اسلامی
حزب وفاق اسلامی (به عربی: حزب الوفاق الاسلامی) تنها حزب قانونی متعلق به عرب‌های ایران بود که پس از انتخابات ریاست‌جمهوری ۲ خرداد ۱۳۷۶ از وزارت کشور جمهوری اسلامی ایران مجوز دریافت کرد، و توانست در دومین دورۀ انتخابات شوراهای شهر و روستا در اهواز به موفقیت دست یابد. این حزب سال ۱۳۸۷ منحل شد.

## ماهیت حزب
حزب وفاق اسلامی به گفته دبیر کل آن "جاسم شدیدزاده" یک حزب اصلاح‌طلب بود. این حزب یک نماینده در مجلس شورای اسلامی و ۳ عضو در شورای شهر اهواز داشت. حزب وفاق اسلامی در مراحل پایانی اخذ مجوز رسمی می‌باشد و پیش‌بینی می‌شود پس از طی تشریفات قانونی طی سه ماه آینده پرونده آن در این کمسیون مورد بررسی قرار گیرد.
در باره فعالیت محلی این حزب در خوزستان، شدیدزاده گفت: حقوق قومی در  ماده ۱۵ قانون اساسی گنجانده شده است و حزب وفاق اسلامی در چارچوب قانون اساسی تشکیل شده است.

## اعضای کمیته مرکزی
به گفتۀ جاسم شدیدزاده نمایندۀ مردم اهواز در مجلس  شورای اسلامی، این حزب بعد از دعوت هیئت مؤسس حزب وفاق اسلامی (لجنه لوفاق اسلامی) از اعضای این حزب در تاریخ ۱۹ دی ۱۳۸۱ تشكیل گردید. ۷ نفر به‌عنوان اعضای شورای مركزی موقت انتخاب شدند كه این تعداد طبق اساسنامه این حزب دبیر كل را انتخاب نمودند.

## برخی از فعالان حزب
- یوسف عزیزی بنی طرف
- حبیب اسیود
- ناظم بریهی ۲۰۰۰ - ۲۰۰۴ م (طلبۀ حوزۀ علمیه، زندانی سیاسی[۵])

- حبیب نبگان (فعال مدنی)[نیازمند منبع]